# Liga1 2020 (Perú)
La Liga1 de Fútbol Profesional 2020, conocida como Liga1 2020 y por razones de patrocinio como Liga1 Movistar 2020, fue la edición número 104 de la Primera División del Perú, la quincuagésima quinta desde que se descentraliza en 1966, la segunda bajo la denominación de Liga1 y la décima y última bajo el patrocinio de Movistar.
La Federación Peruana de Fútbol (FPF) organizó y controló el desarrollo del torneo a través de la comisión organizadora de competiciones. En un inicio, los equipos se debían enfrentar en partidos de ida y vuelta, en rondas de apertura y clausura, pero debido a la pandemia de COVID-19, el formato cambió.
Sporting Cristal, se coronó campeón del torneo y consiguió su título número 20 en la máxima categoría. Mientras que Atlético Grau, Carlos Stein y Deportivo Llacuabamba descendieron a la Liga2 2021.
Esta fue la primera vez que la primera división de Perú contaba con 20 participantes. En esta temporada descendieron 3 equipos a Segunda División, y no 4 equipos como estaba establecido desde un inicio, pues por el contexto de la pandemia se tuvo que suspender el torneo de Copa Perú y no hubo un cupo de ascenso por medio de ese torneo.
El 17 de marzo de 2021, el TAS resolvió sancionar al Club Carlos Stein con dos puntos menos en la tabla acumulada del 2020 por reincidir en el incumplimiento del Reglamento de Licencias FPF, además de ordenar a la FPF el pago de 3000 francos suizos a favor de Alianza Lima. El recurso fue presentado por Alianza Lima inicialmente el 20 de diciembre de 2020 frente a la Comisión de Licencias FPF, que rechazó la demanda, siendo elevada al TAS el 27 de enero de 2021. Esta medida fue confirmada por el gerente general de la Liga1 el 18 de marzo de 2021, y comunicada debidamente de forma oficial por la FPF.

## Sistema de competición
Los participantes aumentaron de 18 a 20 equipos. Por eso se hicieron unas modificaciones en el formato:
- Los equipos pasarían de jugar 34 a 38 partidos en el año.

### Torneo Apertura y Clausura
Los únicos partidos torneos que se disputarían en el año serían estos. En el Apertura los veinte equipos jugaron entre sí, una vez, mediante el sistema de todos contra todos, totalizando 19 partidos cada uno. Al término de ellos, el primer equipo se proclamó campeón y se clasificó a las semifinales. En el Clausura fue de la misma manera, pero con localía invertida con respecto al Apertura.

### Definición del título
Para la definición del título participarán los vencedores del Apertura y Clausura junto con los dos primeros equipos de la Tabla acumulada, con las siguientes consideraciones:
- Si los campeones del Apertura y del Clausura y los 2 primeros del acumulado son distintos equipos, se disputarán Semifinales y Final.
- Si un equipo gana Apertura o Clausura, y está entre de los dos primeros del acumulado, clasifica directamente a la Final. Su rival será el ganador de la semifinal entre el otro ganador de uno de los torneos y el otro equipo del acumulado.
- Si los dos equipos ganadores de los torneos también son los 2 primeros del acumulado, se jugará directamente la Final entre esos equipos.
- Si un equipo es ganador de ambas torneos, se proclamará campeón nacional automáticamente.

### Clasificación a torneos internacionales
La Conmebol otorga 8 cupos a Perú para los torneos internacionales que se distribuyen de la siguiente manera:

#### Copa Libertadores
- Perú 1: Campeón de la Liga1
- Perú 2: Subcampeón de la Liga1
- Perú 3: Tercer lugar de la Liga1
- Perú 4: Cuarto lugar de la Liga1

#### Copa Sudamericana
- Perú 1: Quinto lugar de la Liga1
- Perú 2: Sexto lugar de la Liga1
- Perú 3: Séptimo lugar de la Liga1
- Perú 4: Campeón de la Copa Bicentenario

Nota: En caso de que el campeón de la Copa Bicentenario clasifique a un torneo internacional mediante el acumulado de la Liga1 2020, el cupo que otorga dicha competición será cedido al octavo lugar de la Tabla acumulada de la Liga1.

## Ascensos y descensos
Hubo 2 Descensos en la Temporada 2019 y 4 Ascensos (1 Campeón de Copa Perú y 1 Campeón de Segunda División y 2 Primeros de Cuadrangular de Ascenso 2019) en esta Temporada.
Por lo que se aumentan de 18 a 20 equipos para este 2020. Es decir, un total de 20 equipos disputan la liga: los 16 primeros clasificados en la tabla acumulada de la Liga1 2019, el campeón de la Liga2 2019, el campeón de la Copa Perú 2019 y el primer y segundo puesto del Cuadrangular de Ascenso 2019.

#### Equipos relegados a Segunda División
En la Liga1 2019, los equipos descendidos fueron Unión Comercio y Pirata FC, esto últimos descendieron en la jornada 31 tras caer 3-0 contra Cantolao y ver que Sport Boys venció 4-2 a FBC Melgar, así acabando su única participación en Primera. Por su parte, el Unión Comercio perdió la categoría en la última fecha al perder 2-3 contra Alianza Lima así acabando su aventura en la Liga1 luego de 9 años.

#### Equipos ascendidos a Primera División
Los 4 equipos que ascendieron fueron el Cienciano, Carlos Stein, Atlético Grau y Deportivo Llacuabamba, en la Segunda División 2019, el Cienciano logró quedar campeón luego de ganar al Santos FC 4-2, así el "Papa de América" logró volver a Primera luego de 4 años, el otro equipo de segunda que ascendió fue el Atlético Grau, que quedó en la 4ª posición del campeonato y disputó los Play-Off para acceder al Cuadrangular de Ascenso, allí Grau superó a Comerciantes Unidos y Juan Aurich. En la Copa Perú 2019, tanto Carlos Stein como Llacuabamba accedieron a la Primera Fase, allí ambos accedieron a los 16 avos de final, los carlistas golearon al Deportivo Manaos, 1-7, y los de La Libertad superaron al Independiente Miraflores, 1-3, en los Octavos, los carlistas pasaron gracias a la suspensión de Miguel Grau, mientras que Llacuabamba superó a Las Palmas, 2-3, en los Cuartos, Stein pasó por los goles de visita con el Credicoop San Cristóbal, 3-3, y Llaucabamba superó al Deportivo Garcilaso, 3-1, ya en el Cuadrangular Final, en la última fecha, tanto carlistas como los de Llaucabamba llegaban con 4 puntos, allí empataron y por la diferencia de gol, los de La Libertad eran los campeones, pero el Carlos Stien fue al TAS porque habían alineado a un jugador suspendido, al final le dieron la razón al Stein y le dieron el partido ganado por 0-3, ascendieron a Primera División por primera vez. En los Cuadrangulares de Ascenso 2019, tanto Atlético Grau como Llaucabamba llegaban empatados en la última fecha con 4 puntos y un empate los ascendía a ambos, y así fue, el partido quedó 0-0 y los de Piura volvían a Primera luego de 28 años, mientras que el Deportivo Llaucabamba ascendía por primera vez.
| Posición                                          | Ascendidos de la Copa Perú, Liga2 y Cuadrangular de Ascenso 2019                                  |
| ------------------------------------------------- | ------------------------------------------------------------------------------------------------- |
| 1. 1º Cuadr. Final CP 2019                        | FC Carlos Stein (Copa Perú 2019 Cuadrangular Final) Asciende                                      |
| 2. 1º 2D 2019                                     | Cienciano (Liga2 2019) Asciende                                                                   |
| 3. 4º 2D 2019 Ganad. PO 1º Cuadr. Ascenso 2019    | Atlético Grau (Liga2 2019 Regular, Ganador Play-offs y Cuadrangular de Ascenso 2019) Asciende     |
| 4. 2º Cuadr. Final CP 2019 2º Cuadr. Ascenso 2019 | Deportivo Llacuabamba (Copa Perú 2019 Cuadrangular Final y Cuadrangular de Ascenso 2019) Asciende |

| Posición    | Descendidos a la Liga2 2020     |
| ----------- | ------------------------------- |
| 15° 1D 2019 | Unión Comercio (Liga2 2020) (D) |
| 16° 1D 2019 | Pirata FC (Liga2 2020) (D)      |

- Antes de Iniciar la Temporada 2020, El Real Garcilaso Se cambió de Nombre a Cusco FC.

## Equipos participantes

### Localización
Perú está dividido en 24 departamentos y una provincia constitucional, 12 están representados en el campeonato con por lo menos un equipo. La Provincia de Lima cuenta con la mayor cantidad de representantes (5 equipos), le sigue el Departamento de La Libertad con 3 equipos, seguido por la Provincia Constitucional del Callao y del Departamento de Cusco (2 equipos respectivamente).
| Provincia de Lima | 5 | Alianza Lima, Deportivo Municipal, Sporting Cristal, Universidad San Martín y Universitario | Alianza Lima Deportivo Municipal Sporting Cristal U. San Martín Universitario UTC Carlos A. Mannucci U. César Vallejo Deportivo Llacuabamba Atlético Grau Carlos Stein Melgar Binacional Ayacucho Alianza Universidad Cienciano Cusco Sport Huancayo Cantolao Sport · Boys Localización de los equipos de la Primera División 2020 |
| La Libertad       | 3 | Carlos A. Mannucci, Deportivo Llacuabamba y Universidad César Vallejo                       | Alianza Lima Deportivo Municipal Sporting Cristal U. San Martín Universitario UTC Carlos A. Mannucci U. César Vallejo Deportivo Llacuabamba Atlético Grau Carlos Stein Melgar Binacional Ayacucho Alianza Universidad Cienciano Cusco Sport Huancayo Cantolao Sport · Boys Localización de los equipos de la Primera División 2020 |
| Callao            | 2 | Academia Cantolao y Sport Boys                                                              | Alianza Lima Deportivo Municipal Sporting Cristal U. San Martín Universitario UTC Carlos A. Mannucci U. César Vallejo Deportivo Llacuabamba Atlético Grau Carlos Stein Melgar Binacional Ayacucho Alianza Universidad Cienciano Cusco Sport Huancayo Cantolao Sport · Boys Localización de los equipos de la Primera División 2020 |
| Cusco             | 2 | Cienciano y Cusco FC                                                                        | Alianza Lima Deportivo Municipal Sporting Cristal U. San Martín Universitario UTC Carlos A. Mannucci U. César Vallejo Deportivo Llacuabamba Atlético Grau Carlos Stein Melgar Binacional Ayacucho Alianza Universidad Cienciano Cusco Sport Huancayo Cantolao Sport · Boys Localización de los equipos de la Primera División 2020 |
| Arequipa          | 1 | FBC Melgar                                                                                  | Alianza Lima Deportivo Municipal Sporting Cristal U. San Martín Universitario UTC Carlos A. Mannucci U. César Vallejo Deportivo Llacuabamba Atlético Grau Carlos Stein Melgar Binacional Ayacucho Alianza Universidad Cienciano Cusco Sport Huancayo Cantolao Sport · Boys Localización de los equipos de la Primera División 2020 |
| Ayacucho          | 1 | Ayacucho FC                                                                                 | Alianza Lima Deportivo Municipal Sporting Cristal U. San Martín Universitario UTC Carlos A. Mannucci U. César Vallejo Deportivo Llacuabamba Atlético Grau Carlos Stein Melgar Binacional Ayacucho Alianza Universidad Cienciano Cusco Sport Huancayo Cantolao Sport · Boys Localización de los equipos de la Primera División 2020 |
| Cajamarca         | 1 | UTC                                                                                         | Alianza Lima Deportivo Municipal Sporting Cristal U. San Martín Universitario UTC Carlos A. Mannucci U. César Vallejo Deportivo Llacuabamba Atlético Grau Carlos Stein Melgar Binacional Ayacucho Alianza Universidad Cienciano Cusco Sport Huancayo Cantolao Sport · Boys Localización de los equipos de la Primera División 2020 |
| Huánuco           | 1 | Alianza Universidad                                                                         | Alianza Lima Deportivo Municipal Sporting Cristal U. San Martín Universitario UTC Carlos A. Mannucci U. César Vallejo Deportivo Llacuabamba Atlético Grau Carlos Stein Melgar Binacional Ayacucho Alianza Universidad Cienciano Cusco Sport Huancayo Cantolao Sport · Boys Localización de los equipos de la Primera División 2020 |
| Junín             | 1 | Sport Huancayo                                                                              | Alianza Lima Deportivo Municipal Sporting Cristal U. San Martín Universitario UTC Carlos A. Mannucci U. César Vallejo Deportivo Llacuabamba Atlético Grau Carlos Stein Melgar Binacional Ayacucho Alianza Universidad Cienciano Cusco Sport Huancayo Cantolao Sport · Boys Localización de los equipos de la Primera División 2020 |
| Lambayeque        | 1 | Carlos Stein                                                                                | Alianza Lima Deportivo Municipal Sporting Cristal U. San Martín Universitario UTC Carlos A. Mannucci U. César Vallejo Deportivo Llacuabamba Atlético Grau Carlos Stein Melgar Binacional Ayacucho Alianza Universidad Cienciano Cusco Sport Huancayo Cantolao Sport · Boys Localización de los equipos de la Primera División 2020 |
| Piura             | 1 | Atlético Grau                                                                               | Alianza Lima Deportivo Municipal Sporting Cristal U. San Martín Universitario UTC Carlos A. Mannucci U. César Vallejo Deportivo Llacuabamba Atlético Grau Carlos Stein Melgar Binacional Ayacucho Alianza Universidad Cienciano Cusco Sport Huancayo Cantolao Sport · Boys Localización de los equipos de la Primera División 2020 |
| Puno              | 1 | Deportivo Binacional                                                                        | Alianza Lima Deportivo Municipal Sporting Cristal U. San Martín Universitario UTC Carlos A. Mannucci U. César Vallejo Deportivo Llacuabamba Atlético Grau Carlos Stein Melgar Binacional Ayacucho Alianza Universidad Cienciano Cusco Sport Huancayo Cantolao Sport · Boys Localización de los equipos de la Primera División 2020 |

### Información de los equipos
| Equipo                    | Ciudad   | Entrenador         | Estadio                      | Aforo  | Proveedor    | Patrocinador principal (en la equipación) |
| ------------------------- | -------- | ------------------ | ---------------------------- | ------ | ------------ | ----------------------------------------- |
| Academia Cantolao         | Callao   | Jorge Espejo       | Miguel Grau                  | 17.000 | Verco        | BetGana                                   |
| Alianza Lima              | Lima     | Daniel Ahmed       | Estadio Alejandro Villanueva | 33.938 | Nike         | Banco Pichincha                           |
| Alianza Universidad       | Huánuco  | Ronny Revollar     | Heraclio Tapia               | 21.000 | New Athletic | UDH                                       |
| Atlético Grau             | Piura    | Rafael Castillo    | Campeones del 36             | 10.000 | Walon        | Caja Piura                                |
| Ayacucho FC               | Ayacucho | Gerardo Ameli      | Ciudad de Cumaná             | 12.000 | Real         |                                           |
| Carlos A. Mannucci        | Trujillo | Pablo Peirano      | Mansiche                     | 25.036 | Walon        | UPAO                                      |
| Carlos Stein              | Chiclayo | Daniel Valderrama  | César Flores Marigorda       | 7.000  | New Life     |                                           |
| Cienciano                 | Cusco    | Marcelo Grioni     | Inca Garcilaso de la Vega    | 45.000 | New Athletic | Caja Huancayo                             |
| Cusco FC                  | Cusco    | Carlos Ramacciotti | Túpac Amaru                  | 15.230 | Walon        | Caja Cusco                                |
| Deportivo Binacional      | Puno     | Luis Flores        | Guillermo Briceño Rosamedina | 20.030 | New Athletic | BetGana                                   |
| Deportivo Llacuabamba     | Pataz    | Alberto Castillo   | Héroes de San Ramón          | 18.000 | Habitez      |                                           |
| Deportivo Municipal       | Lima     | Víctor Rivera      | San Marcos                   | 32.000 | Umbro        | Edificaciones Inmobiliarias               |
| FBC Melgar                | Arequipa | Marco Valencia     | Monumental de la UNSA        | 60.000 | Walon        | Caja Arequipa                             |
| Sport Boys                | Callao   | Teddy Cardama      | Miguel Grau                  | 17.000 | Sfera3       | Roky's                                    |
| Sport Huancayo            | Huancayo | Wilmar Valencia    | Huancayo                     | 15.278 | Walon        | Caja Huancayo                             |
| Sporting Cristal          | Lima     | Roberto Mosquera   | Alberto Gallardo             | 15.000 | Adidas       | Cerveza Cristal                           |
| Universidad César Vallejo | Trujillo | José del Solar     | Mansiche                     | 25.036 | Real         | UCV                                       |
| Universidad San Martín    | Lima     | Héctor Bidoglio    | Alberto Gallardo             | 15.000 | Umbro        | USMP                                      |
| UTC                       | Cutervo  | Franco Navarro     | Héroes de San Ramón          | 18.000 | Real         |                                           |
| Universitario             | Lima     | Ángel Comizzo      | Monumental                   | 85.000 | Marathon     | Caja Huancayo                             |

## Impactos de la pandemia del Covid-19
En el año 2020, apareció el COVID-19 que afectó a todo el mundo, en el Perú, tras la propagación del virus, la FPF suspendió el campeonato de manera indefinida el 12 de marzo del 2020 cuando estaba disputándose la Fecha 6, el último partido antes de la suspensión fue el Ayacucho 1-1 Alianza Universidad.
En julio, la FPF confirmó que el campeonato se reanudaría el 31 de julio, luego se pospuso hasta el 7 de agosto, el partido de regreso de la Liga1 fue el de Universitario 0-0 Cantolao, justo en ese día, Universitario celebraba su aniversario y varios hinchas alentaron fuera del estadio violando las reglas sanitarios, por eso, el torneo se volvió a suspender, finalmente regresaría el 18 de agosto del 2020.
Los cambios que provocó estos incidentes fueron los siguientes:

### Localías
Todos los partidos del campeonato se disputaron en Lima Metropolitana, bajo la condición de que los equipos de esta área no jueguen en sus respectivos estadios y que no se permita la asistencia de hinchas en los mismos. Los estadios asignados fueron:
- Estadio nacional
- Estadio Alberto Gallardo
- Estadio Alejandro Villanueva
- Estadio Iván Elías Moreno
- Estadio Miguel Grau
- Estadio Monumental
- Estadio San Marcos
- Estadio VIDENA

### Torneos Cortos
- Los Torneos Apertura y Clausura, se llamarían ahora Fase 1 y Fase 2.

#### Fase 1
La Fase 1 no tendría modificaciones, los equipos disputarían 19 fechas donde el primero saldría campeón y los resultados de las fechas disputadas antes de la Pandemia se mantendrían.

#### Fase 2
La Fase 2 sería el último torneo corto del año, se dividiría en 2 grupos dependiendo su posición en la Fase 1, los equipos disputarían a una sola rueda los partidos siendo un total 9 compromisos, al acabar los 2 primeros de cada grupo disputarían una final y allí saldría el campeón de la Fase 2.

### Clasificación a Copa Sudamericana
La Pandemia también hizo que la Copa Bicentenario 2020 fuera cancelada y por eso el 8° lugar del Acumulado clasificaba directamente a la Copa Sudamericana.

### Descenso
La Pandemia hizo que la Copa Perú 2020 fuera cancelada y por eso le cancelaba también 1 descenso, ahora solo los lugares 18°, 19° y 20° perdían la categoría.

## Fase 1

### Tabla de posiciones
|     | Equipo                    | PJ | G  | E | P  | GF | GC | Dif | Pts | Notas                  |
| --- | ------------------------- | -- | -- | - | -- | -- | -- | --- | --- | ---------------------- |
| 1.  | Universitario             | 19 | 13 | 4 | 2  | 38 | 18 | +20 | 42  | Copa Libertadores 2021 |
| 2.  | Sport Huancayo            | 19 | 10 | 5 | 4  | 23 | 15 | +8  | 35  |                        |
| 3.  | Sporting Cristal          | 19 | 9  | 6 | 4  | 38 | 23 | +15 | 33  |                        |
| 4.  | Universidad César Vallejo | 19 | 8  | 9 | 2  | 25 | 16 | +9  | 33  |                        |
| 5.  | Carlos A. Mannucci        | 19 | 7  | 8 | 4  | 28 | 22 | +6  | 29  |                        |
| 6.  | UTC                       | 19 | 7  | 8 | 4  | 24 | 20 | +4  | 29  |                        |
| 7.  | Alianza Universidad       | 19 | 8  | 5 | 6  | 21 | 17 | +4  | 29  |                        |
| 8.  | FBC Melgar                | 19 | 7  | 7 | 5  | 23 | 20 | +3  | 28  |                        |
| 9.  | Ayacucho FC               | 19 | 7  | 6 | 6  | 28 | 21 | +7  | 27  |                        |
| 10. | Cienciano                 | 19 | 8  | 3 | 8  | 27 | 23 | +4  | 27  |                        |
| 11. | Deportivo Binacional      | 19 | 6  | 5 | 8  | 24 | 29 | -5  | 23  |                        |
| 12. | Alianza Lima              | 19 | 5  | 7 | 7  | 19 | 20 | -1  | 22  |                        |
| 13. | Academia Cantolao         | 19 | 6  | 4 | 9  | 21 | 33 | -12 | 22  |                        |
| 14. | Deportivo Municipal       | 19 | 4  | 9 | 6  | 20 | 24 | -4  | 21  |                        |
| 15. | Cusco FC                  | 19 | 5  | 6 | 8  | 26 | 31 | -5  | 21  |                        |
| 16. | Universidad San Martín    | 19 | 5  | 6 | 8  | 20 | 27 | -7  | 21  |                        |
| 17. | Sport Boys                | 19 | 5  | 5 | 9  | 24 | 33 | -9  | 19  |                        |
| 18. | Carlos Stein              | 19 | 4  | 6 | 9  | 18 | 28 | -10 | 17  |                        |
| 19. | Atlético Grau             | 19 | 3  | 8 | 8  | 17 | 27 | -10 | 17  |                        |
| 20. | Deportivo Llacuabamba     | 19 | 2  | 5 | 12 | 25 | 42 | -17 | 11  |                        |

- Antes de Iniciar la Temporada 2020, El Real Garcilaso Se cambió de Nombre a Cusco FC.

|                                                                         |
| Campeón Fase 1 Universitario Clasifica a las semifinales del campeonato |

## Fase 2

### Liguilla A
|     | Equipo                 | PJ | G | E | P | GF | GC | Dif | Pts | Notas |
| --- | ---------------------- | -- | - | - | - | -- | -- | --- | --- | ----- |
| 1.  | Sporting Cristal       | 9  | 7 | 2 | 0 | 20 | 9  | +11 | 23  | Final |
| 2.  | Universidad San Martín | 9  | 5 | 1 | 3 | 12 | 10 | +2  | 16  |       |
| 3.  | UTC                    | 9  | 3 | 5 | 1 | 18 | 9  | +9  | 14  |       |
| 4.  | Cienciano              | 9  | 4 | 2 | 3 | 12 | 11 | +1  | 14  |       |
| 5.  | Deportivo Binacional   | 9  | 4 | 1 | 4 | 11 | 13 | -2  | 13  |       |
| 6.  | Universitario          | 9  | 3 | 2 | 4 | 12 | 17 | -5  | 11  |       |
| 7.  | Atlético Grau          | 9  | 2 | 3 | 4 | 9  | 12 | -3  | 9   |       |
| 8.  | Carlos Stein           | 9  | 3 | 1 | 5 | 12 | 16 | -4  | 8   |       |
| 9.  | Alianza Universidad    | 9  | 2 | 2 | 5 | 8  | 13 | -5  | 8   |       |
| 10. | Academia Cantolao      | 9  | 1 | 3 | 5 | 11 | 15 | -4  | 6   |       |

### Liguilla B
|     | Equipo                    | PJ | G | E | P | GF | GC | Dif | Pts | Notas |
| --- | ------------------------- | -- | - | - | - | -- | -- | --- | --- | ----- |
| 1.  | Ayacucho FC               | 9  | 6 | 2 | 1 | 14 | 5  | +9  | 20  | Final |
| 2.  | Universidad César Vallejo | 9  | 5 | 3 | 1 | 16 | 7  | +9  | 18  |       |
| 3.  | Carlos A. Mannucci        | 9  | 5 | 1 | 3 | 13 | 7  | +6  | 16  |       |
| 4.  | Cusco FC                  | 9  | 4 | 3 | 2 | 13 | 10 | +3  | 15  |       |
| 5.  | FBC Melgar                | 9  | 4 | 1 | 4 | 18 | 14 | +4  | 13  |       |
| 6.  | Sport Boys                | 9  | 4 | 0 | 5 | 10 | 18 | -8  | 12  |       |
| 7.  | Deportivo Llacuabamba     | 9  | 3 | 1 | 5 | 16 | 21 | -5  | 10  |       |
| 8.  | Deportivo Municipal       | 9  | 2 | 3 | 4 | 9  | 14 | -5  | 9   |       |
| 9.  | Sport Huancayo            | 9  | 2 | 3 | 4 | 9  | 15 | -6  | 9   |       |
| 10. | Alianza Lima              | 9  | 1 | 1 | 7 | 9  | 16 | -7  | 4   |       |

### Final de la Fase 2
Para mayor detalle véase: Final de la Fase 2
| 5 de diciembre de 2020, 20:00 | Sporting Cristal                                  | 1:1 (1:0) (2:3 p.)         | Ayacucho FC                           | Estadio Monumental, Lima                                   |                                                            |
|                               | Herrera 27' (pen.)                                | Reporte                    | Mendieta 54'                          | Asistencia: Sin espectadores Árbitro(s): Miguel Santiváñez | Asistencia: Sin espectadores Árbitro(s): Miguel Santiváñez |
|                               |                                                   | Tiros desde el punto penal |                                       |                                                            |                                                            |
|                               | Herrera · Cazulo · Calcaterra · Corozo · Sandoval |                            | Villamarín · Mendieta · Rojas · Souza |                                                            |                                                            |

|                                                                       |
| Campeón Fase 2 Ayacucho FC Clasifica a las semifinales del campeonato |

## Tabla Acumulada
|     | Equipo                    | PJ | G  | E  | P  | GF | GC | Dif | Pts | Notas                                               |
| --- | ------------------------- | -- | -- | -- | -- | -- | -- | --- | --- | --------------------------------------------------- |
| 1.  | Sporting Cristal (CN)     | 28 | 16 | 8  | 4  | 58 | 32 | +26 | 56  | Semifinal y Copa Libertadores 2021                  |
| 2.  | Universitario (GF1)       | 28 | 16 | 6  | 6  | 50 | 35 | +15 | 53  | Final y Fase de grupos de la Copa Libertadores 2021 |
| 3.  | Universidad César Vallejo | 28 | 13 | 12 | 3  | 41 | 23 | +18 | 51  | Primera fase de la Copa Libertadores 2021           |
| 4.  | Ayacucho FC (GF2)         | 28 | 13 | 8  | 7  | 42 | 26 | +16 | 47  | Semifinal y Copa Libertadores 2021                  |
| 5.  | Carlos A. Mannucci        | 28 | 12 | 9  | 7  | 41 | 29 | +12 | 45  | Primera fase de la Copa Sudamericana 2021           |
| 6.  | Sport Huancayo            | 28 | 12 | 8  | 8  | 32 | 30 | +2  | 44  | Primera fase de la Copa Sudamericana 2021           |
| 7.  | UTC                       | 28 | 10 | 13 | 5  | 42 | 29 | +13 | 43  | Primera fase de la Copa Sudamericana 2021           |
| 8.  | FBC Melgar                | 28 | 11 | 8  | 9  | 41 | 34 | +7  | 41  | Primera fase de la Copa Sudamericana 2021           |
| 9.  | Cienciano                 | 28 | 12 | 5  | 11 | 39 | 34 | +5  | 41  |                                                     |
| 10. | Alianza Universidad       | 28 | 10 | 7  | 11 | 29 | 30 | -1  | 37  |                                                     |
| 11. | Universidad San Martín    | 28 | 10 | 7  | 11 | 32 | 37 | -5  | 37  |                                                     |
| 12. | Cusco FC                  | 28 | 9  | 9  | 10 | 39 | 41 | -2  | 36  |                                                     |
| 13. | Deportivo Binacional      | 28 | 10 | 6  | 12 | 35 | 42 | -7  | 36  |                                                     |
| 14. | Sport Boys                | 28 | 9  | 5  | 14 | 34 | 51 | -17 | 31  |                                                     |
| 15. | Deportivo Municipal       | 28 | 6  | 12 | 10 | 29 | 38 | -9  | 30  |                                                     |
| 16. | Academia Cantolao         | 28 | 7  | 7  | 14 | 32 | 48 | -16 | 28  |                                                     |
| 17. | Alianza Lima              | 28 | 6  | 8  | 14 | 28 | 36 | -8  | 26  |                                                     |
| 18. | Atlético Grau             | 28 | 5  | 11 | 12 | 26 | 39 | -13 | 26  | Liga2 2021                                          |
| 19. | Carlos Stein              | 28 | 7  | 7  | 14 | 30 | 44 | -14 | 25  | Liga2 2021                                          |
| 20. | Dep. Llacuabamba          | 28 | 5  | 6  | 17 | 41 | 63 | -22 | 20  | Liga2 2021                                          |

• (CN)=Campeón Nacional
• (GF1)=Ganador Fase 1
• (GF2)=Ganador Fase2
| 1. 2. 3. 4. 5. 6. |

### Evolución de la tabla
| Jornada                   | 1  | 2  | 3  | 4  | 5  | 6  | 7  | 8  | 9  | 10 | 11 | 12 | 13 | 14 | 15 | 16 | 17 | 18 | 19 | 20 | 21 | 22 | 23 | 24 | 25 | 26 | 27 | 28 |
| Equipo                    |    |    |    |    |    |    |    |    |    |    |    |    |    |    |    |    |    |    |    |    |    |    |    |    |    |    |    |    |
| ------------------------- | -- | -- | -- | -- | -- | -- | -- | -- | -- | -- | -- | -- | -- | -- | -- | -- | -- | -- | -- | -- | -- | -- | -- | -- | -- | -- | -- | -- |
| Sporting Cristal          | 15 | 10 | 13 | 15 | 15 | 17 | 13 | 13 | 10 | 6  | 8  | 5  | 3  | 2  | 2  | 3  | 4  | 3  | 3  | 2  | 2  | 2  | 2  | 2  | 1  | 1  | 1  | 1  |
| Universitario             | 8  | 2  | 1  | 4  | 4  | 4  | 4  | 3  | 1  | 1  | 1  | 1  | 1  | 1  | 1  | 1  | 1  | 1  | 1  | 1  | 1  | 1  | 1  | 1  | 2  | 2  | 2  | 2  |
| Universidad César Vallejo | 11 | 15 | 17 | 12 | 14 | 15 | 15 | 11 | 7  | 10 | 10 | 9  | 10 | 10 | 7  | 4  | 5  | 4  | 4  | 3  | 3  | 3  | 3  | 3  | 3  | 3  | 3  | 3  |
| Ayacucho                  | 18 | 13 | 7  | 2  | 2  | 2  | 1  | 1  | 3  | 2  | 2  | 8  | 6  | 7  | 8  | 9  | 8  | 9  | 9  | 6  | 5  | 6  | 6  | 5  | 7  | 5  | 5  | 4  |
| Carlos A. Mannucci        | 1  | 3  | 8  | 11 | 13 | 14 | 10 | 7  | 5  | 5  | 9  | 6  | 9  | 6  | 6  | 2  | 3  | 5  | 5  | 7  | 7  | 7  | 7  | 7  | 6  | 4  | 4  | 5  |
| Sport Huancayo            | 9  | 11 | 11 | 13 | 7  | 9  | 5  | 8  | 11 | 8  | 5  | 7  | 4  | 4  | 4  | 6  | 2  | 2  | 2  | 4  | 4  | 5  | 5  | 6  | 4  | 7  | 7  | 6  |
| UTC                       | 7  | 4  | 3  | 6  | 8  | 7  | 12 | 14 | 12 | 9  | 6  | 3  | 5  | 3  | 3  | 5  | 6  | 7  | 6  | 5  | 6  | 4  | 4  | 4  | 5  | 6  | 6  | 7  |
| Melgar                    | 16 | 7  | 5  | 8  | 9  | 5  | 6  | 10 | 14 | 15 | 12 | 11 | 11 | 11 | 11 | 12 | 12 | 8  | 8  | 9  | 10 | 11 | 12 | 11 | 13 | 8  | 8  | 8  |
| Cienciano                 | 14 | 5  | 4  | 7  | 12 | 6  | 7  | 4  | 4  | 4  | 7  | 4  | 2  | 5  | 5  | 8  | 9  | 10 | 10 | 10 | 9  | 8  | 8  | 9  | 11 | 11 | 9  | 9  |
| Alianza Universidad       | 4  | 1  | 2  | 1  | 1  | 1  | 2  | 2  | 2  | 3  | 3  | 10 | 7  | 8  | 9  | 7  | 7  | 6  | 7  | 8  | 8  | 9  | 9  | 10 | 8  | 9  | 11 | 10 |
| Universidad San Martín    | 2  | 14 | 15 | 9  | 11 | 11 | 14 | 16 | 17 | 17 | 18 | 17 | 18 | 18 | 19 | 17 | 18 | 16 | 16 | 12 | 14 | 13 | 14 | 12 | 10 | 12 | 10 | 11 |
| Cusco                     | 19 | 19 | 19 | 17 | 17 | 16 | 11 | 9  | 8  | 11 | 13 | 14 | 15 | 12 | 12 | 14 | 15 | 15 | 15 | 11 | 11 | 12 | 11 | 13 | 12 | 13 | 13 | 12 |
| Binacional                | 3  | 8  | 6  | 3  | 3  | 3  | 3  | 5  | 6  | 7  | 4  | 2  | 8  | 9  | 10 | 11 | 10 | 11 | 11 | 13 | 12 | 10 | 10 | 8  | 9  | 10 | 12 | 13 |
| Sport Boys                | 5  | 9  | 9  | 5  | 6  | 10 | 17 | 18 | 15 | 16 | 17 | 18 | 19 | 19 | 18 | 19 | 19 | 18 | 17 | 18 | 17 | 16 | 13 | 14 | 14 | 14 | 14 | 14 |
| Deportivo Municipal       | 10 | 16 | 12 | 14 | 16 | 12 | 8  | 12 | 13 | 14 | 11 | 12 | 12 | 14 | 14 | 13 | 14 | 14 | 14 | 15 | 13 | 15 | 16 | 16 | 15 | 15 | 15 | 15 |
| Cantolao                  | 6  | 12 | 16 | 10 | 5  | 8  | 9  | 6  | 9  | 12 | 14 | 15 | 16 | 15 | 15 | 15 | 13 | 13 | 13 | 16 | 15 | 17 | 17 | 17 | 16 | 16 | 16 | 16 |
| Alianza Lima              | 13 | 17 | 10 | 16 | 10 | 13 | 16 | 15 | 16 | 13 | 15 | 13 | 14 | 13 | 13 | 10 | 11 | 12 | 12 | 14 | 16 | 14 | 15 | 15 | 17 | 17 | 17 | 17 |
| Atlético Grau             | 17 | 18 | 18 | 19 | 20 | 20 | 20 | 19 | 20 | 20 | 20 | 19 | 17 | 17 | 17 | 16 | 16 | 19 | 19 | 19 | 19 | 19 | 19 | 19 | 19 | 19 | 19 | 18 |
| Carlos Stein              | 20 | 20 | 20 | 20 | 19 | 18 | 18 | 17 | 18 | 19 | 16 | 16 | 13 | 16 | 16 | 18 | 17 | 17 | 18 | 17 | 18 | 18 | 18 | 18 | 18 | 18 | 18 | 19 |
| Deportivo Llacuabamba     | 12 | 6  | 14 | 18 | 18 | 19 | 19 | 20 | 19 | 18 | 19 | 20 | 20 | 20 | 20 | 20 | 20 | 20 | 20 | 20 | 20 | 20 | 20 | 20 | 20 | 20 | 20 | 20 |

| 1. 2. 3. 4. 5. |

## Play-offs
Los play-offs fueron la última etapa del campeonato. Universitario ganó la Fase 1 y además fue el segundo de la tabla acumulada, por lo tanto clasificó de manera directa a la final. Ayacucho FC, campeón de la Fase 2, y Sporting Cristal, primero de la tabla acumulada, clasificaron para la semifinal. No hubo un cuarto clasificado puesto que Universitario, ocupó dos mecanismos de clasificación y como resultado accedió de manera directa a la final. 
Era la primera vez que Ayacucho FC jugaba estas instancias decisivas.
Tanto las semifinales como la final se iban a disputar en cancha neutral y sin público en los estadios.

### Equipos clasificados
| Equipo           | Método de clasificación       | Fecha del registro |
| ---------------- | ----------------------------- | ------------------ |
| Universitario    | Ganador de la Fase 1          | 19 de octubre      |
| Universitario    | Segundo en la tabla acumulada | 30 de noviembre    |
| Ayacucho FC      | Ganador de la Fase 2          | 5 de diciembre     |
| Sporting Cristal | Primero en la tabla acumulada | 28 de noviembre    |

### Resultados
|  | Semifinal        | Semifinal     | Semifinal        | Semifinal |   |   | Final | Final | Final | Final |  |
|  |                  |               |                  |           |   |   |       |       |       |       |  |
|  |                  |               |                  |           |   |   |       |       |       |       |  |
|  |                  |               |                  |           |   |   |       |       |       |       |  |
|  |                  |               |                  |           |   |   |       |       |       |       |  |
|  |                  |               |                  |           |   |   |       |       |       |       |  |
|  |                  | Universitario | 1                | 1         | 2 |   |       |       |       |       |  |
|  |                  |               |                  |           | 2 |   |       |       |       |       |  |
|  |                  |               | Sporting Cristal | 2         | 1 | 3 |       |       |       |       |  |
|  | Ayacucho FC      | 1             | Sporting Cristal | 2         | 1 | 3 | 1     | 2     |       |       |  |
|  | Ayacucho FC      | 1             |                  |           |   |   | 1     | 2     |       |       |  |
|  | Sporting Cristal | 2             | 4                | 6         |   |   |       |       |       |       |  |
|  | Sporting Cristal | 2             | 4                | 6         |   |   |       |       |       |       |  |
|  |                  |               |                  |           |   |   |       |       |       |       |  |

### Semifinal
| 9 de diciembre de 2020, 15:30 | Sporting Cristal         | 2:1 (2:0) | Ayacucho FC | Estadio Monumental, Lima |                          |
|                               | Corozo 27' · Herrera 36' | Reporte   | Sosa 60'    | Árbitro(s): Kevin Ortega | Árbitro(s): Kevin Ortega |

| 12 de diciembre de 2020, 15:00 | Ayacucho FC | 1:4 (1:1) | Sporting Cristal                                   | Estadio Monumental, Lima |                        |
|                                | Solís 9'    | Reporte   | Olivares 36' · Herrera 47' · Corozo 50' · Liza 81' | Árbitro(s): Diego Haro   | Árbitro(s): Diego Haro |

| Finalista Sporting Cristal Clasificado a la Fase de grupos de la Copa Libertadores 2021 | tercer lugar Ayacucho FC Clasificado a la Segunda fase de la Copa Libertadores 2021 |

### Final
| 16 de diciembre de 2020, 19:00 | Universitario | 1:2 (0:1) | Sporting Cristal        | Estadio Nacional, Lima   |                          |
|                                | Quintero 66'  | Reporte   | Chávez 26' · Cazulo 52' | Árbitro(s): Joel Alarcón | Árbitro(s): Joel Alarcón |

| 20 de diciembre de 2020, 15:00 | Sporting Cristal | 1:1 (0:0) | Universitario | Estadio Nacional, Lima           |                                  |
|                                | Alfageme 69'     | Reporte   | Quintero 50'  | Árbitro(s): Víctor Hugo Carrillo | Árbitro(s): Víctor Hugo Carrillo |

|                                               |
|                                               |
| Campeón Nacional Sporting Cristal 20.º título |
|                                               |

## Clasificación a torneos Conmebol

### Copa Libertadores 2021
| Clasificado como | Equipo                    | Fase           |
| ---------------- | ------------------------- | -------------- |
| Perú 1           | Sporting Cristal          | Fase de grupos |
| Perú 2           | Universitario             | Fase de grupos |
| Perú 3           | Ayacucho FC               | Fase 2         |
| Perú 4           | Universidad César Vallejo | Fase 1         |

### Copa Sudamericana 2021
| Clasificado como | Equipo             | Fase   |
| ---------------- | ------------------ | ------ |
| Perú 1           | Carlos A. Mannucci | Fase 1 |
| Perú 2           | Sport Huancayo     | Fase 1 |
| Perú 3           | UTC                | Fase 1 |
| Perú 4           | FBC Melgar         | Fase 1 |

## Datos y estadísticas

### Tabla de goleadores
Nota: Nombres y banderas de equipos en la época.
| \| Pos. \| Jugador \| G. \| Part. \| Prom. \| Club \| \| ---- \| ------------------- \| -- \| ----- \| ----- \| ------------------------- \| \| 1 \| Emanuel Herrera \| 20 \| 32 \| 0.62 \| Sporting Cristal \| \| 2 \| Yorleys Mena \| 19 \| 27 \| 0.70 \| Universidad César Vallejo \| \| 3 \| Sebastián Penco \| 14 \| 20 \| 0.70 \| Sport Boys \| \| = \| Mauro Guevgeozián \| 14 \| 25 \| 0.56 \| UTC \| \| = \| Danilo Carando \| 14 \| 27 \| 0.51 \| Cusco FC \| \| 6 \| Alejandro Hohberg \| 13 \| 27 \| 0.48 \| Universitario \| \| = \| Othoniel Arce \| 13 \| 26 \| 0.50 \| FBC Melgar \| \| 8 \| Jonathan Dos Santos \| 12 \| 22 \| 0.54 \| Universitario \| \| 9 \| Jefferson Collazos \| 11 \| 26 \| 0.42 \| Atlético Grau \| \| = \| Matías Succar \| 11 \| 26 \| 0.42 \| Deportivo Municipal \| |                     |    |       |       |                           |
| Pos. | Jugador             | G. | Part. | Prom. | Club                      |
| 1 | Emanuel Herrera     | 20 | 32    | 0.62  | Sporting Cristal          |
| 2 | Yorleys Mena        | 19 | 27    | 0.70  | Universidad César Vallejo |
| 3 | Sebastián Penco     | 14 | 20    | 0.70  | Sport Boys                |
| = | Mauro Guevgeozián   | 14 | 25    | 0.56  | UTC                       |
| = | Danilo Carando      | 14 | 27    | 0.51  | Cusco FC                  |
| 6 | Alejandro Hohberg   | 13 | 27    | 0.48  | Universitario             |
| = | Othoniel Arce       | 13 | 26    | 0.50  | FBC Melgar                |
| 8 | Jonathan Dos Santos | 12 | 22    | 0.54  | Universitario             |
| 9 | Jefferson Collazos  | 11 | 26    | 0.42  | Atlético Grau             |
| = | Matías Succar       | 11 | 26    | 0.42  | Deportivo Municipal       |

### Tabla de asistentes
Nota: Nombres y banderas de equipos en la época.
| \| Pos. \| Jugador \| Asi. \| Part. \| Prom. \| Club \| \| ---- \| ----------------- \| ---- \| ----- \| ----- \| -------------------- \| \| 1 \| Washington Corozo \| 14 \| 28 \| 0.50 \| Sporting Cristal \| \| 2 \| Alfredo Ramúa \| 9 \| 25 \| 0.36 \| Cusco FC \| \| = \| Diego Manicero \| 9 \| 26 \| 0.34 \| Carlos Stein \| \| 4 \| Emanuel Herrera \| 9 \| 32 \| 0.28 \| Sporting Cristal \| \| = \| Johan Arango \| 8 \| 21 \| 0.38 \| Deportivo Binacional \| |                   |      |       |       |                      |
| Pos. | Jugador           | Asi. | Part. | Prom. | Club                 |
| 1 | Washington Corozo | 14   | 28    | 0.50  | Sporting Cristal     |
| 2 | Alfredo Ramúa     | 9    | 25    | 0.36  | Cusco FC             |
| = | Diego Manicero    | 9    | 26    | 0.34  | Carlos Stein         |
| 4 | Emanuel Herrera   | 9    | 32    | 0.28  | Sporting Cristal     |
| = | Johan Arango      | 8    | 21    | 0.38  | Deportivo Binacional |

### Tripletes o más
| Fecha      | Jugador         | Goles         | Local                 | Resultado | Visitante              | Reporte  |
| ---------- | --------------- | ------------- | --------------------- | --------- | ---------------------- | -------- |
| 03/10/2020 | Matías Succar   | 37' 45+1' 50' | Deportivo Binacional  | 1 – 3     | Deportivo Municipal    | Fecha 16 |
| 17/10/2020 | Emanuel Herrera | 10' 58' 59'   | Deportivo Binacional  | 3 – 6     | Sporting Cristal       | Fecha 19 |
| 14/11/2020 | Jordan Guivin   | 26' 56' 83'   | Universitario         | 2 – 3     | Universidad San Martín | Fecha 25 |
| 25/11/2020 | Javier Trauco   | 21' 71' 82'   | Deportivo Municipal   | 2 – 5     | Deportivo Llacuabamba  | Fecha 27 |
| 28/11/2020 | José Rivera     | 35' 42' 90'   | Deportivo Llacuabamba | 2 – 3     | Cusco FC               | Fecha 28 |

### Autogoles
| Fecha      | Jugador            | Minuto       | Local                     | Resultado | Visitante                 | Reporte            |
| ---------- | ------------------ | ------------ | ------------------------- | --------- | ------------------------- | ------------------ |
| 02/02/2020 | Adrián Zela        | 3 - 1, 52'   | Sport Boys                | 3 – 2     | Deportivo Llacuabamba     | Fecha 1            |
| 09/02/2020 | Saúl Salas         | 3 - 0, 80'   | Cienciano                 | 4 – 0     | Universidad de San Martín | Fecha 2            |
| 09/02/2020 | Aldair Fuentes     | 1 - 0, 47'   | Carlos A. Mannucci        | 1 – 1     | Alianza Lima              | Fecha 2            |
| 15/02/2020 | Arón Sánchez       | 0 - 2, 51'   | Cantolao                  | 0 – 2     | Ayacucho                  | Fecha 3            |
| 18/08/2020 | Adrián Zela        | 0 - 1, 16'   | Sport Boys                | 1 – 4     | Sporting Cristal          | Fecha 7            |
| 19/08/2020 | Oswaldo Valenzuela | 1 - 0, 8'    | Carlos Stein              | 1 – 2     | Cusco                     | Fecha 7            |
| 19/08/2020 | Joaquín Aguirre    | 1 - 1, 22'   | Carlos Stein              | 1 – 2     | Cusco                     | Fecha 7            |
| 26/08/2020 | Jimmy Valoyes      | 1 - 1, 69'   | Ayacucho                  | 1 – 1     | Sport Huancayo            | Fecha 8            |
| 01/09/2020 | Carlos Grados      | 0 - 1, 83'   | Carlos Stein              | 0 – 1     | UTC                       | Fecha 9            |
| 18/09/2020 | José Bolívar       | 1 - 0, 21'   | Melgar                    | 1 – 1     | Universidad de San Martín | Fecha 12           |
| 22/09/2020 | Carlo Diez         | 1 - 0, 16'   | Universidad de San Martín | 1 – 1     | UTC                       | Fecha 14           |
| 30/09/2020 | Rotceh Aguilar     | 0 - 4, 58'   | Deportivo Municipal       | 0 – 5     | Universitario de Deportes | Fecha 15           |
| 10/10/2020 | Hansell Riojas     | 1 - 1, 90+3' | Universidad de San Martín | 1 – 1     | Sport Boys                | Fecha 17           |
| 30/10/2020 | Manuel Calderón    | 2 - 0, 45'   | Universidad César Vallejo | 2 – 0     | Deportivo Llacuabamba     | Fecha 21           |
| 30/10/2020 | Hansell Riojas     | 0 - 1, 37'   | Sport Boys                | 3 – 2     | Sport Huancayo            | Fecha 21           |
| 30/10/2020 | Federico Nicosia   | 1 - 1, 49'   | Sport Boys                | 3 – 2     | Sport Huancayo            | Fecha 21           |
| 09/11/2020 | Félix Uculmana     | 0 - 1, 43'   | Deportivo Llacuabamba     | 0 – 2     | Carlos A. Mannucci        | Fecha 24           |
| 09/11/2020 | Oslimg Mora        | 2 - 1, 29'   | Universidad César Vallejo | 4 – 1     | Alianza Lima              | Fecha 24           |
| 11/11/2020 | Luis Trujillo      | 3 - 2, 70'   | Carlos Stein              | 3 – 2     | Cienciano                 | Fecha 24           |
| 16/11/2020 | Manuel Calderón    | 2 - 0, 41'   | Sport Huancayo            | 4 – 3     | Deportivo Llacuabamba     | Fecha 25           |
| 21/11/2020 | Janeiler Rivas     | 1 - 2, 54'   | Carlos Stein              | 1 – 3     | Deportivo Binacional      | Fecha 26           |
| 12/12/2020 | Renato Solís       | 1 - 0, 9'    | Ayacucho                  | 1 – 4     | Sporting Cristal          | Semifinal - Vuelta |
| 20/12/2020 | Armando Alfageme   | 1 - 1, 69'   | Sporting Cristal          | 1 – 1     | Universitario             | Final - Vuelta     |

## Premios y reconocimientos
Los siguientes reconocimientos fueron anunciados el 15 de febrero de 2021.

### Premios de Jugadores
| Premio         | Jugador         | Club                  |
| -------------- | --------------- | --------------------- |
| Mejor Jugador  | Emanuel Herrera | Sporting Cristal      |
| Mejor Arquero  | Diego Melián    | Deportivo Municipal   |
| Mejor Goleador | Emanuel Herrera | Sporting Cristal      |
| Gol de año     | Diego Manicero  | Carlos Stein          |
| Revelación     | Alex Valera     | Deportivo Llacuabamba |

### Premios de entrenadores
| Premio           | Entrenador       | Club             |
| ---------------- | ---------------- | ---------------- |
| Mejor Entrenador | Roberto Mosquera | Sporting Cristal |

### Premio de equipos
| Premio    | Club | Club |
| --------- | ---- | ---- |
| Fair Play | UTC  |      |

### Once ideal
| \| N.º \| Pos. \| Nac. \| Jugador \| Equipo \| \| ------------- \| ---- \| ---- \| ------------------ \| ------------------------- \| \| 1 \| POR \| \| Diego Melián \| Deportivo Municipal \| \| 2 \| LTI \| \| Alexis Cossio \| Ayacucho FC \| \| 5 \| DCT \| \| Omar Merlo \| Sporting Cristal \| \| 4 \| DCT \| \| Gianfranco Chávez \| Sporting Cristal \| \| 7 \| LTD \| \| Josué Estrada \| UTC \| \| 10 \| MED \| \| Alejandro Hohberg \| Universitario \| \| 7 \| MED \| \| Horacio Calcaterra \| Sporting Cristal \| \| 25 \| MED \| \| Martín Távara \| Sporting Cristal \| \| 11 \| MED \| \| Washington Corozo \| Sporting Cristal \| \| 17 \| DEL \| \| Yorleys Mena \| Universidad César Vallejo \| \| 9 \| DEL \| \| Emanuel Herrera \| Sporting Cristal \| \| Fuente: Liga1 \| \| \| \| \| | Melián Estrada Chávez Merlo Cossio Calcaterra Corozo Mena Hohberg Herrera Távara |                      |                    |                           |
| N.º | Pos.                                                                             | Nac.                 | Jugador            | Equipo                    |
| 1 | POR                                                                              | Bandera de Uruguay   | Diego Melián       | Deportivo Municipal       |
| 2 | LTI                                                                              | Bandera de Perú      | Alexis Cossio      | Ayacucho FC               |
| 5 | DCT                                                                              | Bandera de Argentina | Omar Merlo         | Sporting Cristal          |
| 4 | DCT                                                                              | Bandera de Perú      | Gianfranco Chávez  | Sporting Cristal          |
| 7 | LTD                                                                              | Bandera de Perú      | Josué Estrada      | UTC                       |
| 10 | MED                                                                              | Bandera de Perú      | Alejandro Hohberg  | Universitario             |
| 7 | MED                                                                              | Bandera de Perú      | Horacio Calcaterra | Sporting Cristal          |
| 25 | MED                                                                              | Bandera de Perú      | Martín Távara      | Sporting Cristal          |
| 11 | MED                                                                              | Bandera de Ecuador   | Washington Corozo  | Sporting Cristal          |
| 17 | DEL                                                                              | Bandera de Colombia  | Yorleys Mena       | Universidad César Vallejo |
| 9 | DEL                                                                              | Bandera de Argentina | Emanuel Herrera    | Sporting Cristal          |
| Fuente: Liga1 |                                                                                  |                      |                    |                           |

|  |  |  |  |  |  |  |  |  |  |  |  |  |